# العلاج بالقدرة على التحمل
العلاج بالتحمل أو بالقدرة على التحمل علاج مثير للجدل وغير مثبت سوقه في إيطاليا دافيد فانوني (Davide Vannoni) خلال 2007-2014. تهدف هذه الطريقة أساسًا إلى علاج الأمراض العصبية، وتعتمد على تحويل الخلايا الجذعية الوسيطة إلى خلايا عصبية. وقد أبقى مروجوها تفاصيلها مخفية ولم ينشر فانوني أبدًا أي تفاصيل في مجلة علمية. في حالة عدم وجود إثبات علمي، فإن الادعاءات المتعلقة بفعاليتها العلاجية غير مثبتة.
وفي مواجهة مظاهرات الشوارع المؤيدة للقدرة على التحمل والضغط المكثف من وسائل الإعلام، قررت الحكومة الإيطالية في مايو 2013 السماح بتوفير علاج بالقدرة على التحمل في المستشفيات العامة على الرغم من احتجاجات المجتمع الإيطالي العلمي والدولي. وقد توقف العلاج التجريبي في أكتوبر 2014.

## دافيد فانوني (Davide Vannoni)
دافيد فانوني (7 يونيو 1967 في تورينو - 10 ديسمبر 2019 في تورينو) كان أستاذًا مشاركًا في جامعة أوديني لبرنامج الاتصال بقسم العلوم الإنسانية. في عام 2009، أسس مؤسسة القدرة على التحمل (Stamina)، وهي منظمة غير ربحية أعلن عنها ذاتيًا وكان رئيسها. كما أنه يمتلك شركة أبحاث سوق.
في عام 2015، أُدين بتهم جنائية تتعلق بعلاج القدرة على التحمل، وحُكم عليه بالسجن لمدة 5.5 سنوات.
توفي فانيوني في 10 ديسمبر 2019، عن عمر يناهز 52 عامًا، بعد صراع طويل مع المرض.

## علاج
تتضمن الطريقة المقترحة تحويل الخلايا الجذعية الوسيطة (الخلايا المصممة عادة لتوليد العظام والأنسجة الدهنية) إلى خلايا عصبية بعد التعرض القصير لحمض الريتينويك المخفف في الإيثانول. يتكون العلاج من إزالة الخلايا من النخاع العظمي للمرضى، ومعالجتها في المختبر (حضانة الخلايا الجذعية لمدة ساعتين في محلول 18 ميكرومولار من حمض الريتينويك)، وأخيرًا ضخها في المرضى أنفسهم.
رفض الباحث الرئيسي دافيد فانوني مرارًا وتكرارًا الكشف عن تفاصيل طريقته بخلاف تلك المتوفرة في طلب براءة الاختراع.

### الفعالية المقترحة
لم يقدم فانوني أبدًا دليلًا علميًا فيما يتعلق بفعالية الطريقة، ولكنه دعا دائمًا إلى صحتها. وتم تسليط الضوء على هذه الفوائد المزعومة من خلال مقاطع فيديو متعددة، غالبًا ما يتم إنتاجها ذاتيًا، وتم بث بعضها على التلفزيون، وفي معظم الأحيان يظهر الأطفال.
من تحقيقات المدعي العام في تورينو، لم يتم قياس الفوائد المعروضة في مقاطع الفيديو علميًا وموضوعيًا وكانت نتيجة المبالغة أو العلاجات المساعدة التي تعرض لها الأطفال، أو النمو البدني الطبيعي الذي استمر على الرغم من المرض.

## التاريخ
ذكر دافيد فانوني أنه بدأ المشروع نتيجة لتجربة شخصية: تم إدخاله إلى المستشفى في عام 2007 في أوكرانيا بسبب شلل في الوجه عن طريق زرع الخلايا الجذعية، وحصل على فوائد صحية جزئية.
ثم قرر بعد ذلك اقتراح العلاج في إيطاليا أيضًا، بالتعاون من بين أمور أخرى مع عالمين بيولوجيين أوكرانيين، فياتشيسلاف كليمينكو وأولينا شيغيلسكا، حيث استقر أولاً في تورينو، وأنشأ مختبرًا في الطابق السفلي من شركته، ثم انتقل إلى مركز تجميل في سان مارينو.

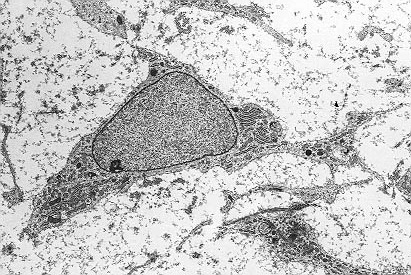
خلية جذعية وسيطة

بين عامي 2007 و 2009، بدأ تقديم العلاج للمرضى الذين ليس لديهم سيطرة أو تصريح من قبل النظام الصحي الوطني، بينما كان يتم الإعلان عنه في العديد من المستشفيات من خلال منشورات تعلن أن «أكثر من ألف حالة تم علاجها، وتعافي الأضرار 70-100 ٪ (90 سكتة دماغية مع 72 حالة تعافي [...])، مجموعة من عشرين مرضًا تم علاجها»، ومن خلال مقطع فيديو يُظهر الشفاء المعجز الذي تم الحصول عليه بالخلايا الجذعية. خلال هذه الفترة، تعرض 68 شخصًا (ثلاثة منهم دون السن القانونية) للمعاملة المزعومة؛ وسدد أربعة عشر منهم مدفوعات تراوحت بين 4000 و 55000 يورو.
في عام 2009، بدأ القاضي رافائيل غوارينيلو تحقيقًا بعد مقال نُشر في صحيفة كورييري ديلا سيرا. سعى التحقيق لتوضيح موقف فانوني فيما يتعلق باستخدام الخلايا الجذعية خارج البروتوكولات التجريبية التي يتطلبها القانون. في نهاية عام 2009، تمت كتابة العديد من المقالات الصحفية بخصوص أنشطة فانوني. ذكرت تقارير صحفية أن فانوني وعد بعلاج العديد من الأمراض العصبية، وحصل على مدفوعات تتراوح بين 20000 و 50000 يورو، مع منهجيات غير واضحة، وأحيانًا تسبب في أضرار وعواقب غير مقصودة. شمل التحقيق مع غوارينيلو أيضًا مركز التجميل في سان مارينو، والذي لم يكن مصرحًا له بإدارة العلاجات الطبية.
بينما غادر كل من فياتشيسلاف كليمينكو وأولينا شيغيلسكا إيطاليا قيد التحقيق، واصل فانوني ومجموعته إدارة العلاجات في العديد من المدن الإيطالية، غالبًا في مؤسسات «التجميل» أو مراكز زرع الأعضاء، وانتقلوا إلى تورينو وكارماجنولا وتريستي وكومو وأخيراً بريشا.
تعد بريشا مرحلة مهمة في قصة القدرة على التحمل: بفضل طبيب الأطفال مارينو أندولينا، المتعاون مع فانوني والآن نائب رئيس مؤسسة القدرة على التحمل، وتم ممارسة العلاج بالقدرة على التحمل كوصول موسع في المستشفيات المدنية في بريشا، ثاني مستشفى إيطالي رئيسي، على المرضى (بما في ذلك العديد من الأطفال) المصابين بأمراض عصبية خطيرة.
في أوائل عام 2012، بدأت مجموعة كارماجنولا لمكافحة الغش والوكالة الإيطالية للأدوية عملية تفتيش كشفت عن عدم الامتثال لمتطلبات السلامة والنظافة، ونقص المستندات المطلوبة بموجب القانون. وجد أن مستحضرات الخلايا لا تحتوي على أي كميات ذات صلة من الخلايا الجذعية الوسيطة، والتي لم تكن قادرة على التمايز إلى خلايا عصبية، وتحتوي على كمية كبيرة من الملوثات الخطرة. وفقًا لتحليل السجلات الطبية لـ 36 مريضًا، لم يكن هناك تحسن في المرضى، باستثناء ثلاث حالات (طفلان دون السن القانونية وشخص بالغ)، ولكن فقط على أساس التقييمات الذاتية. بعد ذلك، تم تعليق العلاجات بالقدرة على التحمل التي أجريت في مستشفى بريشا.

### تداعيات إعلامية وسياسية
تم تسليط الضوء على طريقة القدرة على التحمل في وسائل الإعلام بعد بث البرنامج التلفزيوني الإيطالي الشهير الضباع (Le Iene)، في فبراير 2013، والذي أظهر استخدامه في بعض الأطفال المصابين بأمراض عصبية مختلفة، بما في ذلك ضمور العضلات الشوكي من النوع الأول (SMA type 1). كان من الممكن أن يؤدي تسريب الخلايا الجذعية إلى تحسينات كبيرة في حالة هذه الأمراض في غضون أسابيع قليلة، وقد اقترح، لكن دون أي دليل، أنه قد يغير المسار المميت. واتهمت العديد من البرامج التلفزيونية بالتضليل العلمي.
تم تحليل قضية القدرة على التحمل، كظاهرة إعلامية وعلمية على حد سواء، وتم انتقدها قبل جهات من بينها أكاديمية لينسيان ومجلة نيتشر ووكالة الأدوية الأوروبية في مايو 2013، ونشر ثلاثة عشر عالمًا تحليلاً نقديًا للطريقة في مجلة إمبو، لتسليط الضوء على مخاوفهم بشأن عدم تناسق الأدلة العلمية، وأوجه القصور المنهجية ونقص المنشورات.
نشر شينيا ياماناكا الحائز على جائزة نوبل في الطب لعام 2012 بيانًا عامًا أعرب فيه عن قلقه من الإذن بإجراء التجارب من قبل السلطات الإيطالية لطريقة لا تُعرف سلامتها وتفتقر إلى أي دليل على فعاليتها، في حين قارن عالم الأورام الإيطالي أومبيرتو فيرونيسي الاحتجاج. تجاوزت القدرة على التحمل إلى قصة طريقة دي بيلا، وهي علاج غير فعال للسرطان يتم إدارته في انتهاك لبروتوكولات العلاج.
في مايو 2013، وافقت الحكومة الإيطالية بالإجماع على بدء تجربة سريرية للطريقة التي طورها فانوني، وخصصت أيضًا 3 ملايين يورو للأعوام 2013-2014، وتحديد اثنين من مرافق الرعاية الصحية في أبروتسو وصقلية حيث تم السماح ببدء العلاج. في أغسطس، أعطى فانوني للمعهد الوطني للصحة بروتوكول طريقة القدرة على التحمل لبدء التجربة.
في 11 يوليو، نشرت المجلة العلمية نيتشر افتتاحية تدعو الحكومة الإيطالية إلى عدم المضي قدمًا في التجربة، لأنها لم تكن مبررة لأي سبب علمي، حيث عرَّفت فانوني بأنه «عالم نفسي تحول إلى طبيب أعمال»، بينما عرَّفت العلاج بالقدرة على التحمل بأنه «بناء على بيانات خاطئة» و«مسروقة».
في عام 2013، استشهد راندي شيكمان الحائز على جائزة نوبل في الطب من قبل بعض الأسر المؤيدة للقدرة على التحمل كداعم للعلاج؛ ونشر الباحث في الواقع مقالاً ينتقد السياسات التحريرية للمجلات العلمية الكبرى ونفى بشدة دعم القدرة على التحمل، واصفاً فانوني بأنه دجال.

### بدء التجارب
اقترحت البروتوكولات طريقة القدرة على التحمل باعتبارها مناسبة لعلاج الاعتلال العصبي البصلي الشوكي المرتبط بالكروموسوم X، والشلل الدماغي والتصلب الجانبي الضموري، ولكن بشكل مفاجئ، فإن اختيار الأمراض المراد علاجها يستبعد الضمور العضلي الشوكي من النوع الأول (SMA type 1)، وهو أكثر الأمراض علاجًا حتى تلك النقطة. كان علاج مرضى SMA 1 هو الموضوع الرئيسي للبرنامج التلفزيوني الضباع (Le Iene)، الذي قدم طريقة القدرة على التحمل لعامة الناس. بالنسبة لهذه الحالة، صرح مخترعو ومؤيدو القدرة على التحمل بفاعلية ممتازة، حتى أن مؤسسة القدرة على التحمل جادلت بأن SMA 1 هو المرض الوحيد الذي تم توثيق «تحسينات معتمدة» له. ومن المفارقات أن فانوني صرح بأن النوع SMA I لم يتم تضمينه لأنه «معقد للغاية في إثبات التحسينات».
في سبتمبر / أيلول، أعدت اللجنة العلمية التي شكلتها وزيرة الصحة بياتريس لورينزين تقريرًا استشاريًا سلبيًا، والذي وفقًا له من المحتمل أن تكون الطريقة منخفضة التكرار؛ كما سلط التقرير الضوء على ارتفاع مخاطر انتقال الأمراض مثل الإيدز ومرض جنون البقر. وتعرضت أسباب هذا الرفض للدراسة التي أجرتها وزارة الصحة، والتي رفضت في 10 أكتوبر / تشرين الأول نهائياً العلاج بالقدرة على التحمل باعتباره «خطراً على صحة المرضى».
كما ذكر تقرير الوزارة أن جرعات الخلايا الجذعية الوسيطة في بروتوكول فانوني كانت ضئيلة، «مناسبة للفئران، وليس للإنسان»؛ تبلغ الجرعة المستخدمة في زراعة الخلايا الجذعية في البشر حوالي مليوني لكل كيلوغرام من وزن الجسم. بينما تضمن بروتوكول القدرة على التحمل زرع مليوني خلية في المجموع، دون مراعاة وزن الجسم. كما تم اكتشاف أن البروتوكول الذي تم تسليمه إلى مستشفيات بريشا المدنية والبروتوكول الذي تم تسليمه إلى الوزارة سيكون مختلفًا.
بعد أن استأنف فانوني أمام المحكمة ضد اللجنة المسؤولة عن التجارب البشرية، متهماً إياهم بالافتقار إلى الحياد المزعوم، وتم تعيين لجنة علمية جديدة في ديسمبر 2013. بعد عشرة أشهر، رفضت لجنة الخبراء التي عينتها وزيرة الصحة بياتريس لورينزين بالإجماع طريقة القدرة على التحمل، التي تنص على عدم وجود حاجة لبدء تجربة علمية أخرى للعلاج.
أجريت بعض الاختبارات خارج إيطاليا، ولكن لم يتم بأي حال من الأحوال تحقيق تحول الخلايا إلى خلايا عصبية.
في يناير 2014، أعلن الطاقم الطبي في مستشفيات بريشا المدنية رسميًا أن العلاج بالقدرة على التحمل لم يعد يُمارس في المستشفى، باستثناء الحالات التي أمرت فيها المحاكم بالعلاج.

## براءات الاختراع
في ديسمبر 2009، بعد مغادرة كليمينكو وشيغيلسكا مباشرة، أودع فانوني أربعة طلبات براءات اختراع للعلاج بالقدرة على التحمل، اثنان في إيطاليا، وواحد في كندا وآخر في الولايات المتحدة، كما صرح بذلك إنريكا مولينو، أحد مساعديه، باعتباره المخترع الوحيد؛ تم أخذ العديد من العناصر في طلبات براءات الاختراع من أبحاث شيغيلسكا المنشورة في المجلة الأوكرانية لجراحة الأعصاب في عام 2006، بما في ذلك صور الخلايا الجذعية، ولكن لم يذكر اسمها مطلقًا.
بعد تقديم الطلبات إلى مكاتب البراءات المختلفة، تقاعد فانوني قبل أن يأتي الرد الرسمي. ومع ذلك، لم يعد بإمكانه سحب الطلب في مكتب براءات الاختراع الأمريكي، وهو الوحيد الذي كان من الممكن فيه العثور على الوثائق. في عام 2012، رفض مكتب براءات الاختراع في الولايات المتحدة جزئيًا طلب البراءة، مع إجراء يسمح بإعادة التقديم: لم يقدم فانوني أبدًا.
يرجع الرفض إلى حقيقة أن الطلب لا يحتوي على تفاصيل كافية فيما يتعلق بالمنهجية، إلى حقيقة أنه من غير المحتمل أن يحدث تمايز الخلايا خلال فترة حضانة قصيرة جدًا (من 40 دقيقة إلى ساعتين) وأن ظهور الخلايا العصبية في الزراعة نتيجة للتغيرات السامة للخلايا.
إلى حد كبير، لا توجد براءة اختراع رسمية لطريقة القدرة على التحمل، على عكس ادعاءات فانوني، ولكن تم رفض الطلب الرسمي فقط إلى مكتب براءات الاختراع في الولايات المتحدة.

## القضايا القضائية
في فبراير 2014، اتُهم فانوني بمحاولة الاحتيال من قبل السلطات الإقليمية في بيدمونت بعد أن تقدم بطلب للحصول على قرض بقيمة 500,000 يورو لتمويل مختبر الخلايا الجذعية الذي لم يفتح أبدًا. في أبريل 2014، تم اتهامه مع 20 شخصًا آخر بالتآمر الإجرامي والاحتيال، فضلاً عن تجارة وإدارة الأدوية الخطرة. كما تم التحقيق مع فانوني شخصيًا بتهمة التعسف في ممارسة مهنة الطب والتشهير واستبدال الشخص.
في أغسطس 2014، طالبت محكمة في تورينو بضرورة توقف القدرة على التحمل عن العمل ومصادرة معداتها. وقد أيد ذلك البروفيسورة إيلينا كاتانيو، خبيرة الخلايا الجذعية وعضو مجلس الشيوخ الإيطالي. استخدم مجلس الشيوخ سلطاته لطلب أدلة على حرمان آخرين حتى الآن. أسفر التحقيق النهائي عن العديد من التوصيات، بما في ذلك أنه يجب أن يكون للمحاكم دائمًا ممثلين علميين في قضايا مماثلة.
في أكتوبر 2014، أوقفت الجمعية الطبية في تريستي مارينو أندولينا من ممارسة المهنة وفي يونيو 2015، تم وضعه رهن الإقامة الجبرية، ويواجه المحاكمة بتهمة الاستغلال المزعوم للمرضى الضعفاء وإعطاء علاجات غير مثبتة مقابل المال. أطلق سراحه أواخر عام 2016.
في عام 2015، أدين فانوني بتهم جنائية تتعلق بإدارة علاج غير مثبت ومُنع من ممارسة مهنة الطب في إيطاليا.

## خلافات أخرى
صرح فانوني مرارًا وتكرارًا أن الرعاية الطبية التي يقدمها من خلال طريقته «بدون مقابل»، وأن الأموال التي حصل عليها ستكون «تبرعات». جادل العديد من المرضى السابقين وأقارب المرضى السابقين بأن هناك قائمة أسعار محددة.
في يوليو 2013، سجل فانوني العلامة التجارية القدرة على التحمل. في نفس الفترة، وقعت مؤسسة القدرة على التحمل اتفاقية تجارية بقيمة 2 مليون يورو مع ميديستيا للتكنولوجيا الحيوية Medestea) Biotech)، وهي شركة إيطالية للتكنولوجيا الحيوية تركز على تقنيات الخلايا الجذعية، والتي اتُهمت بالعمل من أجل الحصول على تحرير لاستخدام الخلايا الجذعية.
أثيرت الشكوك بسبب أسلوب حياة فانوني الثري: فقد امتلك سيارة بورش 911 مسجلة في سويسرا وعاش في قصر فاخر بالقرب من تورينو.
أعلن فانوني عزمه الانتقال مع الباحثين وتعاونية من عائلات المرضى إلى الرأس الأخضر أو بلد آخر خارج إيطاليا، وتحدث عن مؤامرة مزعومة من جماعات الضغط الصيدلانية والبيروقراطية والسياسة ضد العلاج بالقدرة على التحمل في إيطاليا. كما زعم أن ثلاث جامعات أمريكية مستعدة لاختبار طريقته.

## وصلات خارجية
- Official site of Stamina Foundation